# Cyaniris
Cyaniris és un gènere de lepidòpters papilionoïdeus de la família dels licènids (Lycaenidae), subfamília Polyommatinae, els membres del qual s'estenen pel nord d'Àfrica, Europa i Àsia.

## Taxonomia
Cyaniris s'ha tractat de vegades com un subgènere del gènere Polyommatus o fins i tot com a sinònim seu. Estudis moleculars recents han demostrat que Cyaniris no està estretament relacionat amb Polyommatus i que s'ha de considerar un gènere separat.

## Espècies i distribució geogràfica
Aquest gènere comprèn dues espècies:
- Cyaniris semiargus (Rottemburg, 1775) — nord Àfrica, Europa i Àsia.
- Cyaniris bellis (Freyer, 1845) — nord d'Àfrica, sud d'Europa, Orient Mitjà, Transcaucàsia i l'Iran.

## Galeria

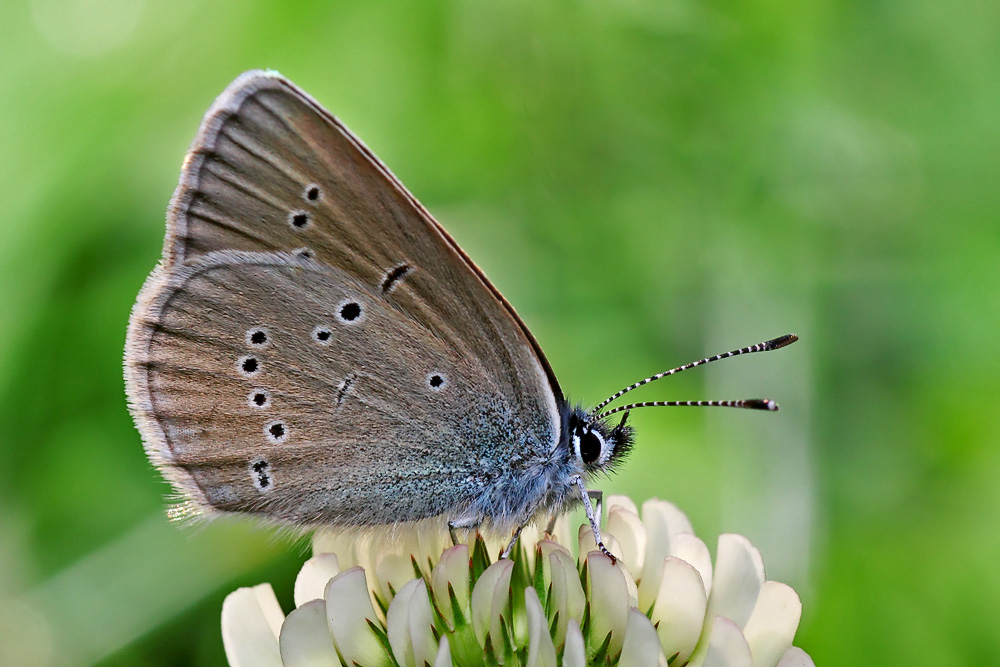
Cyaniris semiargus
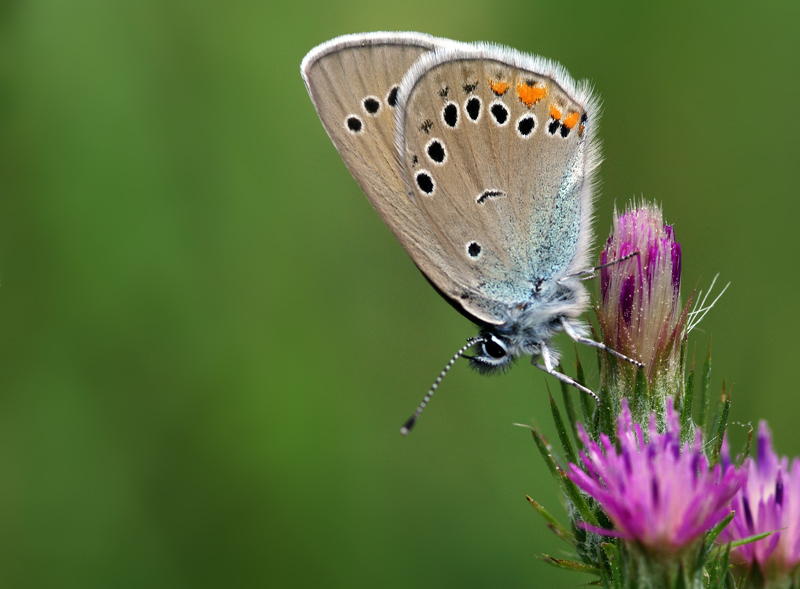
Cyaniris bellis